# اون دختره کیه (ترانه مدونا)
«اون دختره کیه» (به انگلیسی: Who's That Girl) تک‌آهنگی از هنرمند اهل ایالات متحده آمریکا مدونا است که در سال ۱۹۸۷ میلادی منتشر شد. این تک‌آهنگ در آلبوم اون دختره کیه (موسیقی متن) قرار داشت.